# Maisons Jaoul
Les maisons Jaoul « A » et « B » ont été construites de 1953 à 1955 sur un terrain de mille mètres carrés au 81 bis, rue de Longchamp, à Neuilly-sur-Seine (Hauts-de-Seine, France), par l'architecte Charles-Édouard Jeanneret-Gris, dit Le Corbusier pour André Jaoul et son fils Michel.

## Description

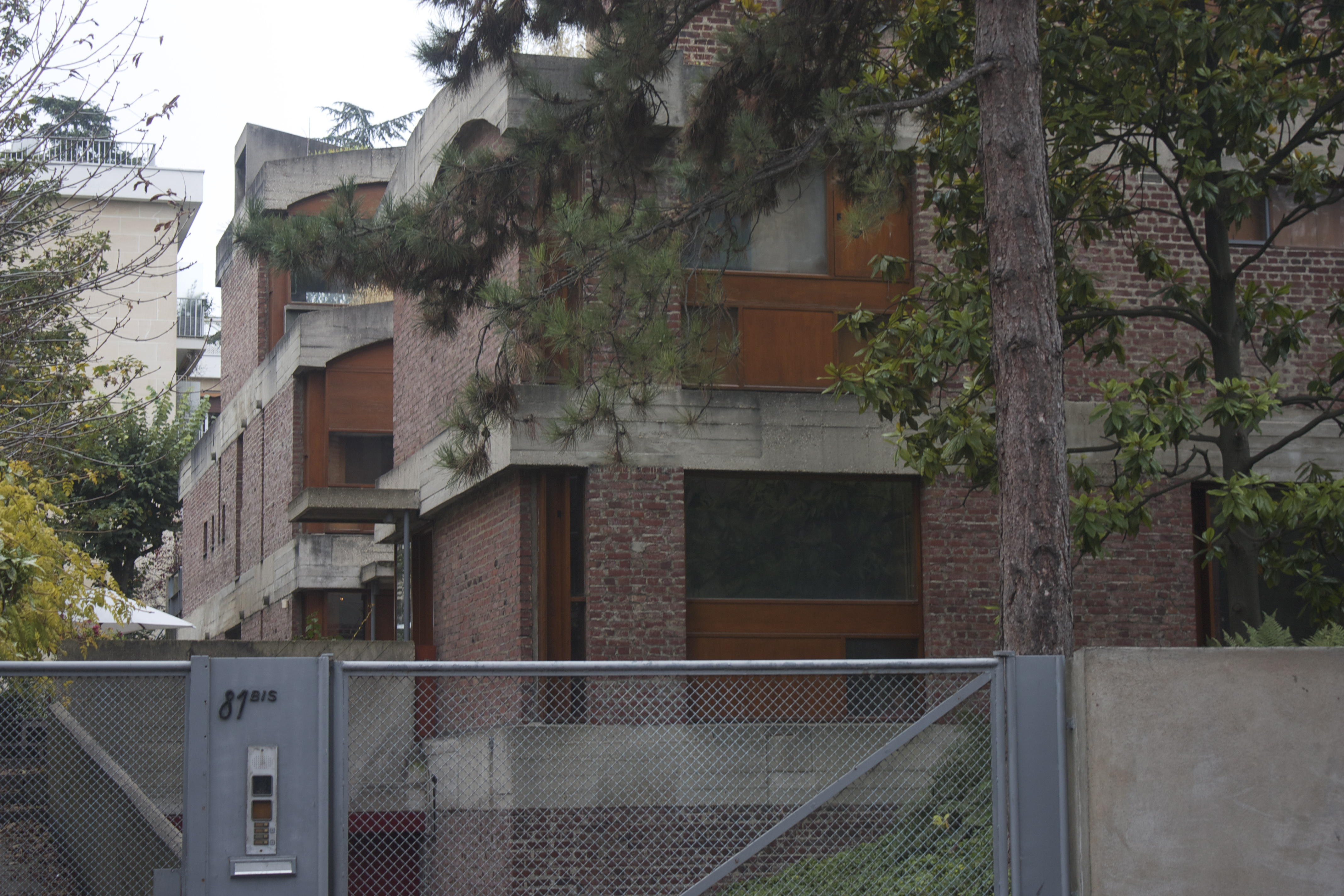
Détail des deux maisons Jaoul.

Ces maisons de briques et béton, d'environ 300 mètres carrés chacune, ont des expositions différentes mais partagent un même jardin, une terrasse en béton et un sous-sol communs. La maison « A », des parents, sur rue, protège de la vue la maison « B », des enfants. Ces maisons familiales comportent deux étages et sont une application du modulor. Une des particularités de ces maisons est l'utilisation de voûtes et de murs porteurs, qui ne sont pas dans le langage architectural habituel de Le Corbusier.

Leurs premiers plans ont été réalisés en 1937 mais la construction n'a démarré qu'après-guerre, en 1953.
Les Jaoul ont habité les maisons de nombreuses années avant de les vendre au millionnaire anglais Lord Palumbo, en 1987. Celui-ci les a restaurées en partie puis revendues à deux sœurs qui y vivent actuellement avec leurs familles.
Les bâtiments ont été inscrits monument historique à l'initiative du ministre de la Culture de l'époque, André Malraux. Les maisons sont privées et ne sont qu'exceptionnellement ouvertes au public.